# Meridian Czernowitz
MERIDIAN CZERNOWITZ — проєкт чернівецької обласної громадської організації «Культурний Капітал», що займається літературним менеджментом і має на меті повернення Чернівців на культурну мапу Європи.
З 2010 року позиціонує себе як Міжнародна літературна корпорація, у структуру якої входять:
- Міжнародний поетичний фестиваль MERIDIAN CZERNOWITZ (проходить на початку вересня у місті Чернівці)
- Міжнародний поетичний фестиваль MERIDIAN POLTAVA (вперше пройшов 8–10 червня 2018 року у місті Полтава),
- книжкові проєкти,
- Paul-Celan-Literaturzentrum [Архівовано 21 вересня 2020 у Wayback Machine.]

## Мета фестивалю
Основною метою фестивалю MERIDIAN CZERNOWITZ є повернення Чернівців на культурну мапу Європи й розвиток діалогу між сучасними українськими поетами та їх зарубіжними колегами.

## Програма фестивалю
Програму фестивалю складають:
- поетичні читання;
- публічні дискусії;
- лекції;
- виставки фотопоезії та скульптур, пов'язаних із поезією;
- театральні та музичні перфоманси;
- презентації книг;
- відеопоезія;
- поезія в мультиплікації;
- поетичні слеми;
- електропоезія;
- молодіжна сцена та ін.

## Учасники фестивалю
Учасники фестивалю — поети, музиканти й митці з Німеччини, Австрії, Швейцарії, Молдови, України, Польщі, Румунії, Ізраїлю, Франції, Великої Британії та США. Вибрані твори авторів-учасників фестивалю щороку виходять окремою поетичною збіркою мовами оригіналу та в перекладах Марка Бєлорусця (Україна), Клаудії Дате (Німеччина), Петра Рихла (Україна), Беатрікс Керстен (Німеччина), Христини Назаркевич (Україна) та інших.
Фестиваль є також платформою для презентації українських поетів та письменників на літературних форумах Європи та світу, в тому числі на «Poesiefestival Berlin», Ляйпцизькому книжковому ярмарку, Франкфуртському книжковому ярмарку та інших.

Чернівці під час фестивалю (2010)

|                                                | Чернівці — це місце де жили люди і книги.... |
| — Пауль Целан, німецькомовний поет, буковинець |                                              |

## Ініціативна група та робоча команда Meridian Czernowitz

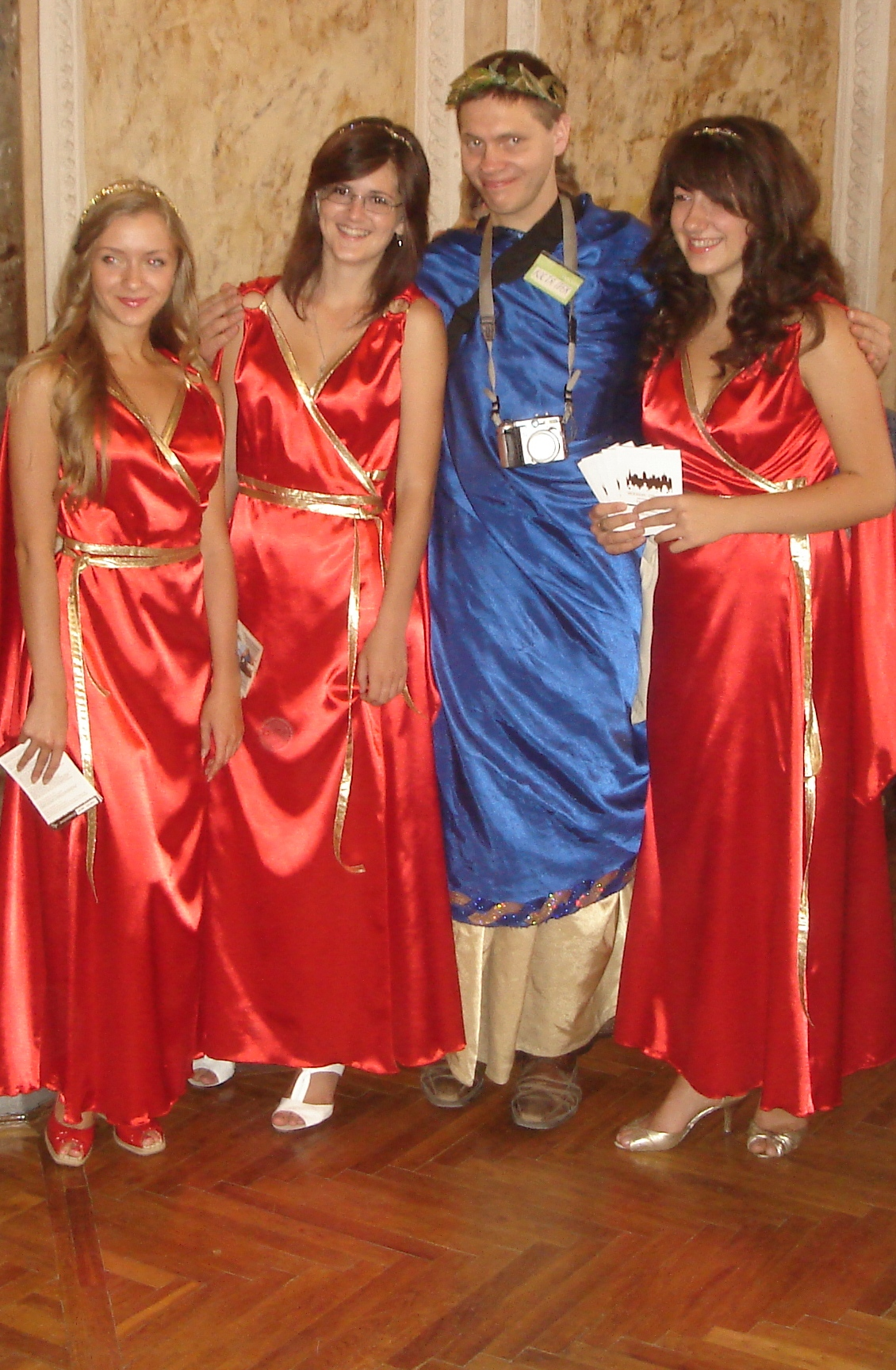
Музи

До ініціативної групи Meridian Czernowitz належать: поет, публіцист, журналіст Радіо «Свобода» Ігор Померанцев, письменник, есеїст і перекладач Юрій Андрухович, літературознавець, перекладач Петро Рихло, перекладач Марк Бєлорусець, громадський діяч Святослав Померанцев, поет, прозаїк, публіцист і перекладач Сергій Жадан, правозахисник і громадський діяч Йосиф Зісельс, кандидат історичних наук, громадський діяч, Почесний консул Австрії в Чернівцях Сергій Осачук.
Президентом Міжнародної літературної корпорації MERIDIAN CZERNOWITZ є Святослав Померанцев, віце-президентом MERIDIAN CZERNOWITZ (з 2013 до сьогодні) та куратором міжнародних проєктів корпорації — Євгенія Лопата.
Фестиваль організований громадською організацією «Культурний Капітал».
Партнери фестивалю:
- Федеральне міністерство закордонних справ Німеччини;
- Чернівецька міська рада;
- Чернівецький національний університет імені Юрія Федьковича;
- Посольства країн-учасниць;
- Німецький культурний центр «Гете-Інститут»;
- Австрійський культурний форум;
- Швейцарський культурний фонд Pro Helvetia [Архівовано 16 липня 2020 у Wayback Machine.];
- Haus für Poesie [Архівовано 22 червня 2020 у Wayback Machine.] (Берлін, Німеччина);
- Фонд «Україно-Єврейська Зустріч» [Архівовано 5 червня 2020 у Wayback Machine.] та інші культурні фонди та культурні інституції.

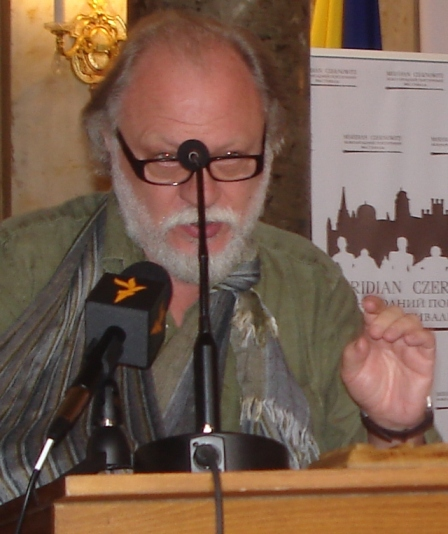
Ігор Померанцев
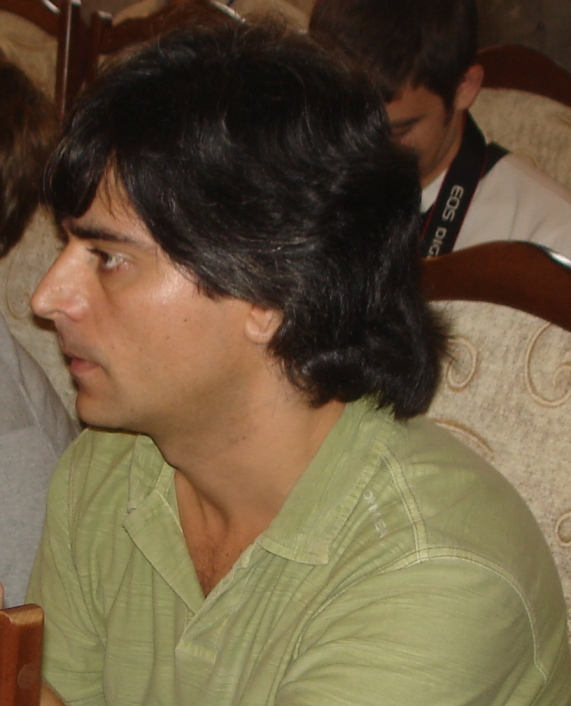
Олександр Бойченко
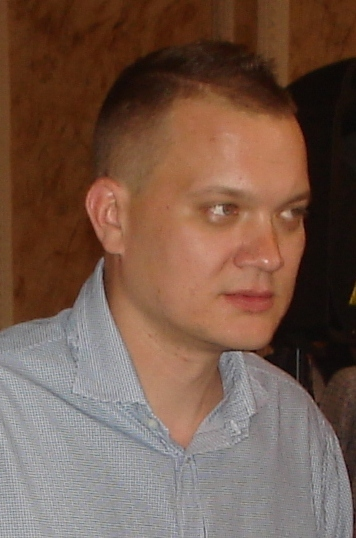
Святослав Померанцев

|                                                                                           | Клімат поезії, клімат мовного багатоголосся, це інтер’єр Чернівців, завдяки якому місто було й залишиться однією з культурних столиць Європи. Чернівці – це місто, в якому вже близько двох століть пишуть вірші різними мовами. |
| — Святослав Померанцев, президент Міжнародного поетичного фестивалю «MERIDIAN CZERNOWITZ» | |

## Книжкові проєкти
MERIDIAN CZERNOWITZ не є видавництвом у традиційному розумінні — відсутні штат, офіс, виробництво і склади.
До кожного з книжкових проєктів організатори залучають спеціалістів, які працюють з рукописом автора.
MERIDIAN CZERNOWITZ видає художні тексти сучасних авторів. Зазвичай протягом року публікуються п'ять-сім найменувань, серед них книжки українською, російською та білінгвальні (німецько-українські). Серед авторів: Юрій Андрухович, Ігор Померанцев, Оксана Забужко, Сергій Жадан, Тарас Прохасько, Юрій Іздрик, Мілена Фіндайз, Андрій Бондар, Тарас Малкович, Дмитро Лазуткін, Остап Сливинський, Андрій Любка, Григорій Семенчук, Богдана Матіяш, Ірена Карпа, Катерина Бабкіна, Мідна, Ада Роговцева, Анатолій Вишевський, Борис Херсонський, Андрій Тужиков, Надія Кушко, Олена Андрейчикова, Пітер Залмаєв, Катерина Калитко, Володимир Рафєєнко, Артем Чех, Ірина Цілик. А також переклади: Роберт Вальзер, Тадеуш Домбровський, Педро Ленц, Нільсен, Пауль Целан. У 2010-2012 роках виходив Альманах поезій та перекладів фестивалю.

## Міжнародна стипендія для поетів і перекладачів поезії
Робоча команда MERIDIAN CZERNOWITZ реалізовує проєкт «Міжнародна стипендія для поетів і перекладачів поезії з української мови на німецьку». Приїзд першого стипендіата відбувся у березні 2013 року. Дана програма не має аналогів в Україні.
МЕТА ПРОЄКТУ — промоція міста Чернівці та України в світі, взаємна інтеграція європейського та українського культурних просторів, становлення Чернівців як одного з центрів формування світового літературного процесу.
Рішення про створення такої стипендії було прийняте Ініціативою групою Meridian Czernowitz у складі: Ігоря Померанцева, Петра Рихла, Марка Бєлорусця, Йосифа Зісельса, Юрія Андруховича, Сергія Жадана, Сергія Осачука та Святослава Померанцева.
У рамках цього проєкту поети/перекладачі з Європи мають можливість жити і працювати у Чернівцях протягом чотирьох тижнів. За цей час вони знайомляться з архітектурною та культурною спадщиною міста і його жителями. Стипендіати також беруть участь у літературних заходах у м. Чернівці та інших містах України.
Першими резидентами стали поети і перекладачі поезії з Австрії, Німеччини, США, Франції, Польщі, України та інших країн. Серед них: Рон Вінклер (Німеччина), Том Шульц (Німеччина), Герхард Фалькнер [Архівовано 27 лютого 2021 у Wayback Machine.] (Німеччина), Беатрікс Керстен [Архівовано 29 листопада 2020 у Wayback Machine.] (Німеччина), Гендрік Джексон [Архівовано 22 січня 2021 у Wayback Machine.] (Німеччина), Макс Чоллек [Архівовано 11 лютого 2020 у Wayback Machine.] (Німеччина), Мілена Фіндайз [Архівовано 10 серпня 2020 у Wayback Machine.] (Австрія), Ерік Целан [Архівовано 24 червня 2020 у Wayback Machine.] (Франція-Австрія), Бертран Бадью [Архівовано 24 червня 2020 у Wayback Machine.] (Франція), Кора Шварц (США), Анета Камінська [Архівовано 26 березня 2019 у Wayback Machine.] (Польща), Петр Борковец [Архівовано 9 червня 2020 у Wayback Machine.] (Чехія), Юрій Андрухович (Україна), Андрій Любка (Україна) та ін. Єдиною обов'язковою вимогою до стипендіатів є згадка про перебування у Чернівцях при публікації текстів, створених тут.

## Хронологія фестивалів

### 2010
I Міжнародний поетичний фестиваль MERIDIAN CZERNOWITZ 2010, присвячений постаті Пауля Целана, був успішно проведений протягом перших вихідних вересня 2010 року.

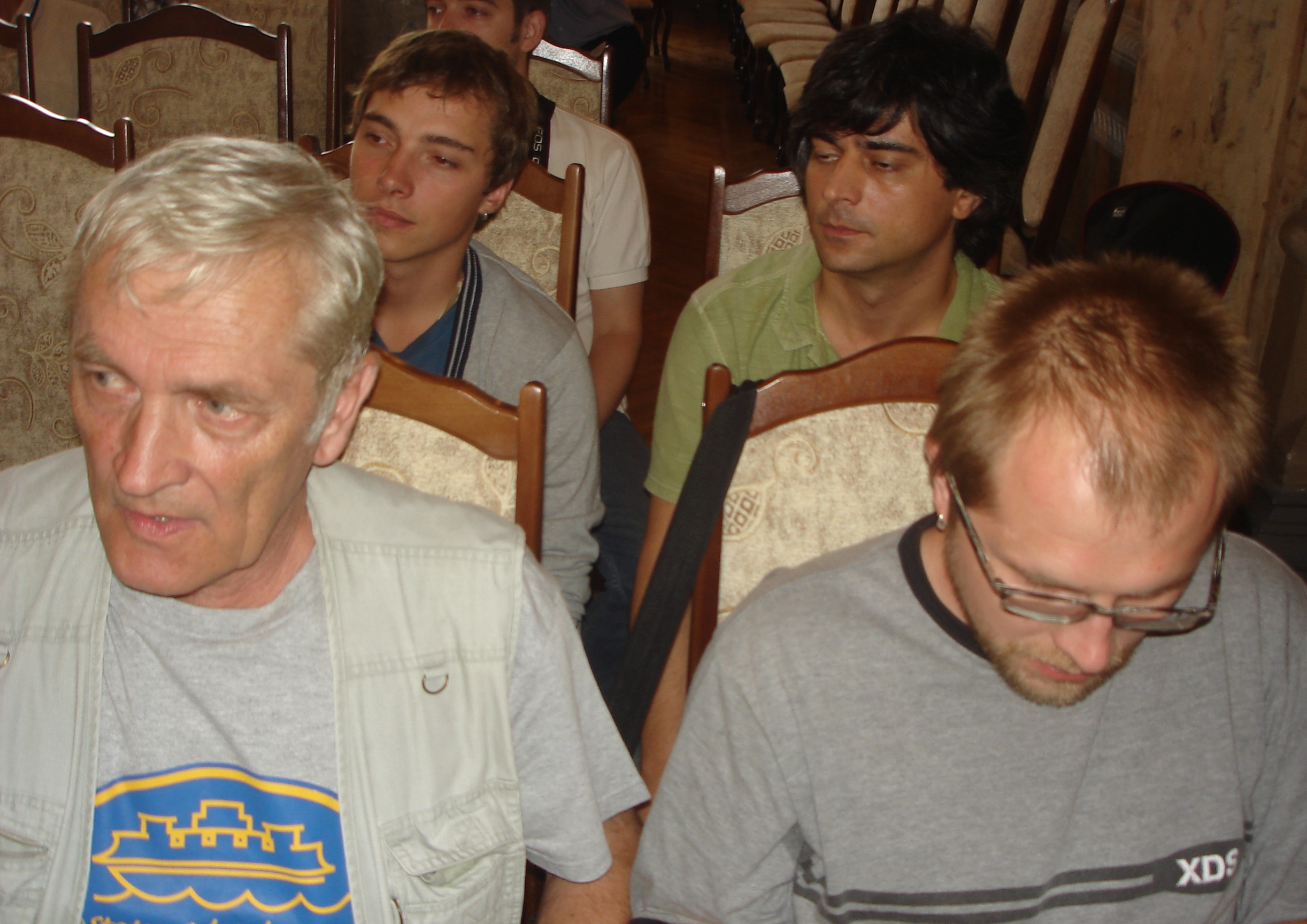
Поети

Серед учасників із Німеччини, Австрії, Швейцарії та України були найвідоміші сучасні поети: Юліан Шуттінг, Андреас Заурер, Мілена Фіндайз, Брігітте Олешинські, Інгеборг Кайзер, Ельке Ерб, Хендрік Джексон, Герхард Фалькнер, Ігор Померанцев, Юрій Андрухович, Сергій Жадан, Олег Лишега, Наталка Білоцерківець, Богдан Горобчук, Олег Коцарев, Катерина Бабкіна, Дмитро Лазуткін, Тарас Малкович, Христя Венгринюк, Сашко Горський, Ігор Зарудко, а також ряд молодих поетів. Серед перекладачів у фестивалі взяли участь Марк Бєлорусець, Клаудія Дате, Стефанія Пташник, Петро Рихло, а також музиканти та фотографи.
Спеціальним гостем фестивалю була Барбара Відеманн — видавець спадщини Пауля Целана.
Фестиваль у Чернівцях потрапив на сторінки Frankfurter Allgemeine Zeitung, Berliner Zeitung, Salzburger Nachrichten та журналу Neue Welt. Фестиваль також висвітлювався російською службою «Радіо Свобода».

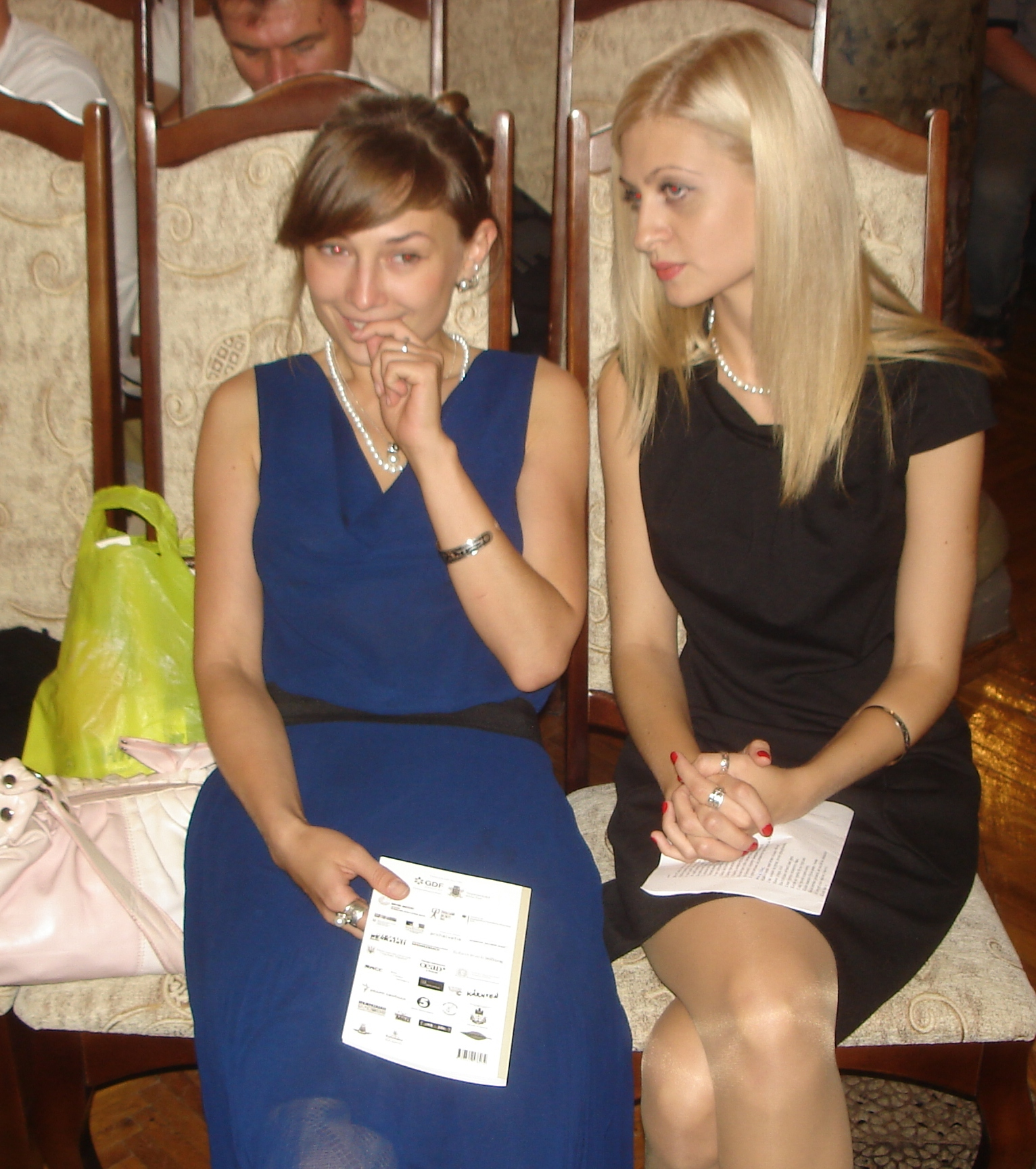
Поетки. Ліворуч — Катерина Бабкіна.

У Чернівцях вперше зазвучала електропоезія (читання віршів на дискотеці в клубі, під які публіка танцює) і брейк-поезія (декламування віршів, під які танцюють брейк).
|                                                                                    | Ми бачимо іншу, протилежну сторону: MERIDIAN CZERNOWITZ — це кайф людей, які приїздять до Чернівців, кайф журналістів, які про це дійство пишуть, це, врешті, образи з боку поетів, яких не запросили на перший фестиваль. У нас — своя лінія. Ми бачимо себе своєрідним клубом, який диктує моду в літературі. Але не тільки. Поезія — це ще й еліта. Це аристократія. Поезія — це царина людей, які задають стандарти. Власне, поезія — це й є високий соціальний стандарт. |
| — Святослав Померанцев, «Поезія — це соціальний стандарт» // День, 12 серпня, 2011 | |

### 2011

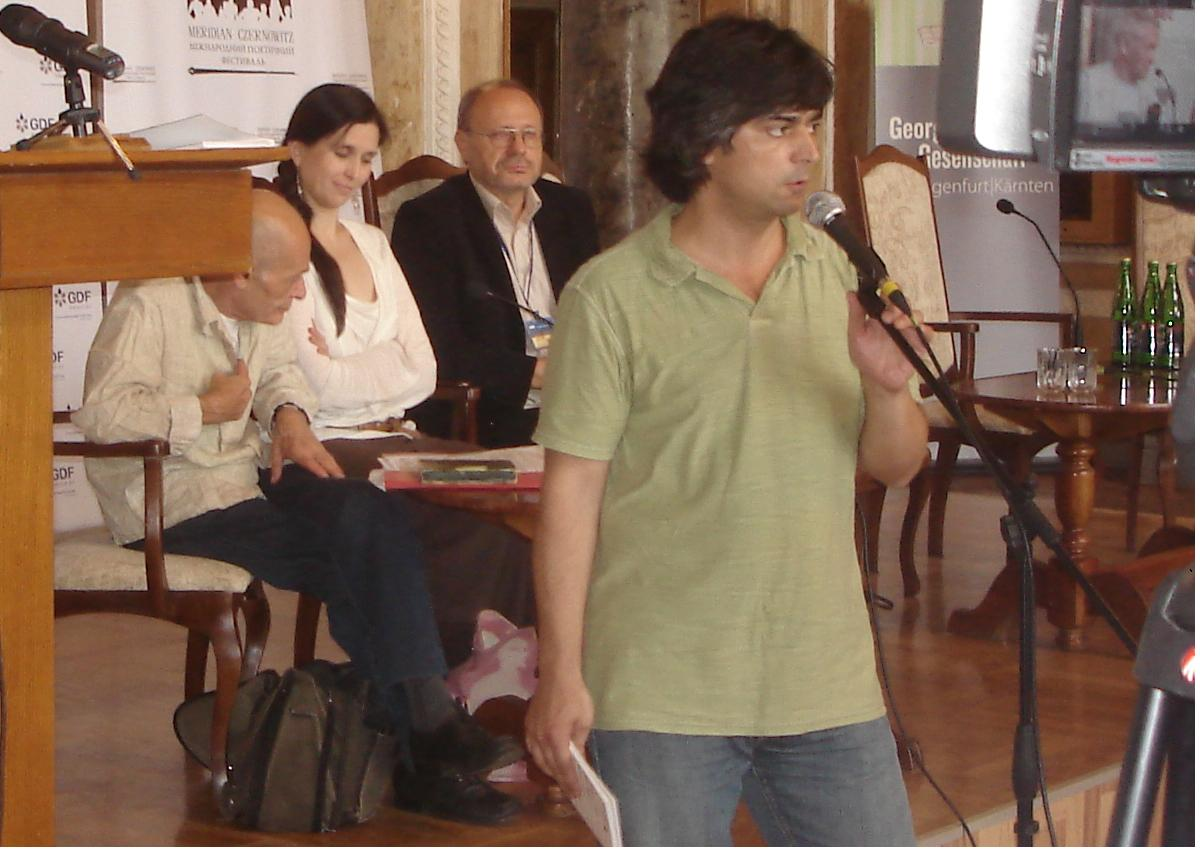
Поети різних країн читали свої твори

На фестиваль у 2011 [Архівовано 28 червня 2020 у Wayback Machine.] році до Чернівців приїхали поети, митці й музиканти з 12 країн: Німеччини, Австрії, Швейцарії, Молдови, України, Росії, Польщі, Румунії, Ізраїлю, Франції, Великої Британії та США. Серед них: з Німеччини — Міхаель Августін, Уляна Вольф; з Австрії — Роберт Шіндель, Мілена Фіндайз, Герхард Рюм, Моніка Ліхтенфельд, Ева та Богдан Ганушевські; з Швейцарії — Ільма Ракуза, Рафаель Урвайдер, Ервін Мессмер та Ганс Рупрехт; з Франції — Валері Рузо, Еммануель Мозес та Бруно Женесте; з Ізраїлю — Хагіт Гроссман; із Польщі — Богдан Задура, Маріуш Гжебальський, Анета Камінська; з Молдови — Грігоре Чіпер; з Румунії — Роберт Сербан; з України — Юрій Андрухович, Сергій Жадан, Ігор Померанцев, Андрій Бондар, Олександр Ірванець, Остап Сливинський, Богдана Матіяш, Катерина Бабкіна та інші. Серед молодих поетів були представники з України (Юлія Стахівська, Павло Коробчук, Андрій Любка, Ірина Скрипник та ін.), Польщі (Анета Камінська) та Швейцарії (Юдіт Шіфферле).
Спеціальним гостем фестивалю був Томас Вольфарт — директор LiteratutwerkstattBerlin, який перед офіційним відкриттям фестивалю прочитав лекцію про стан пропаганди літератури і, як окремий випадок, поєзії в Європі. Були також гості з США, Великої Британії та Росії.
У рамках ІІ Міжнародного поетичного фестивалю «MERIDIAN CZERNOWITZ» відбулося відкриття виставки художньо-поетичних колажів «Секрети» за участю поетеси та художниці Ірини Хомишин.
У рамках фестивалю видано книжковий проєкт Катерини Бабкіної «Гірчиця», «Твої улюблені пси та інші звірі» Богдани Матіяш, двомовний проєкт «ZeitZug: Czernowitz-Prag-Wien», а також нову збірку есеїстики Юрія Андруховича «Лексикон інтимних міст».
Перебіг «MERIDIAN CZERNOWITZ» висвітлювався в ЗМІ Німеччини, Австрії, Швейцарії, України, Польщі, Румунії, Франції та США.

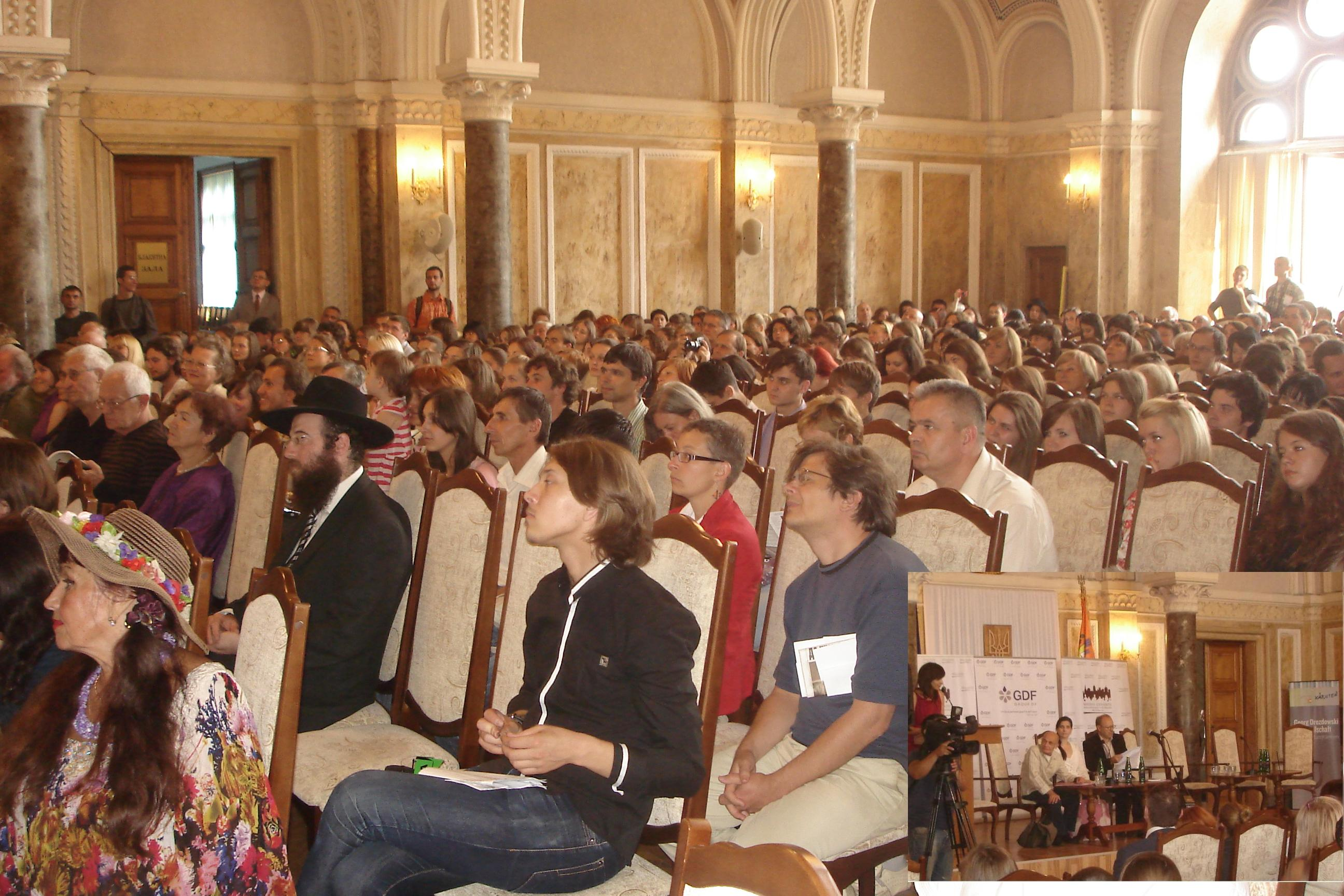
Відкриття фестивалю в Мармуровій залі Чернівецького університету

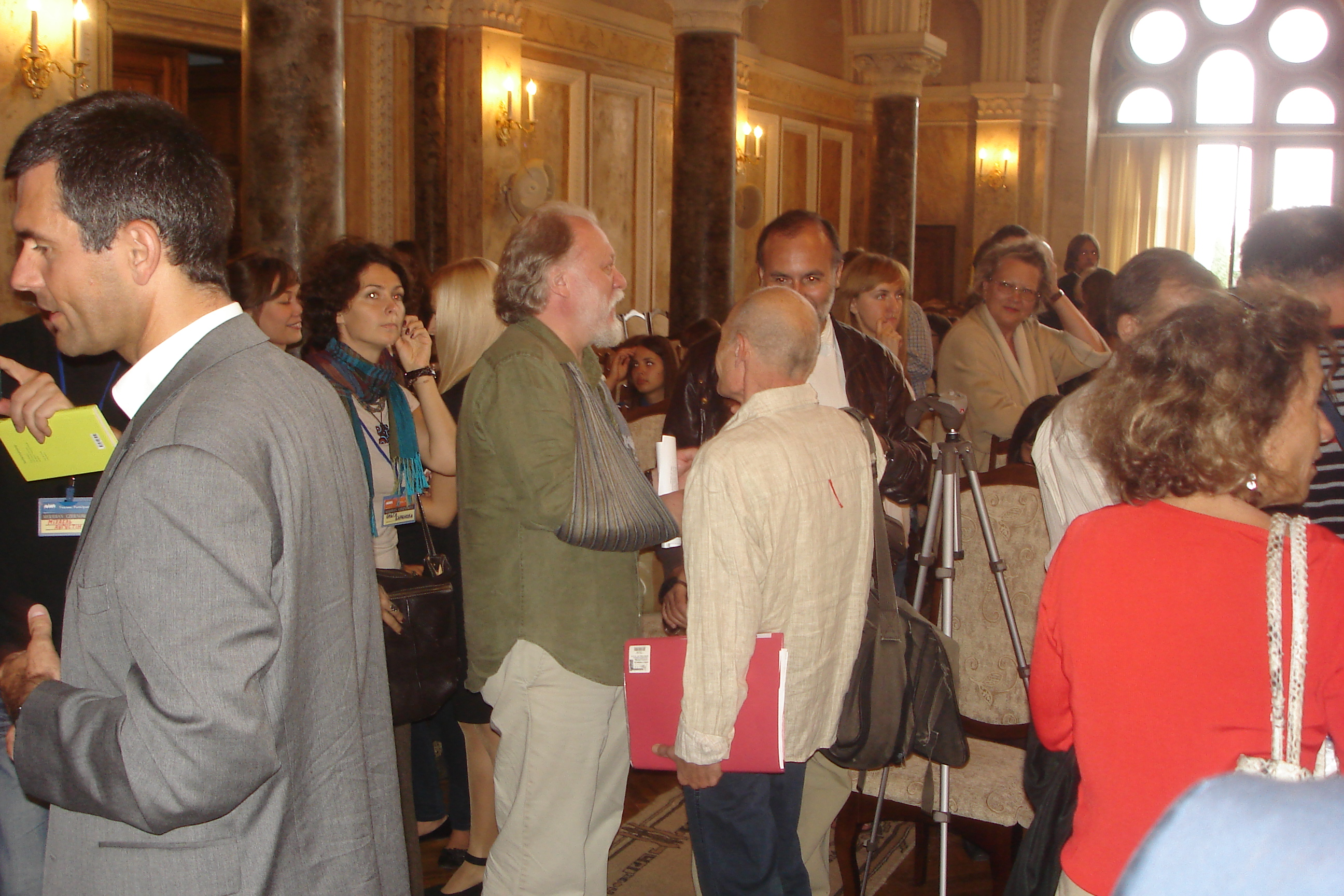
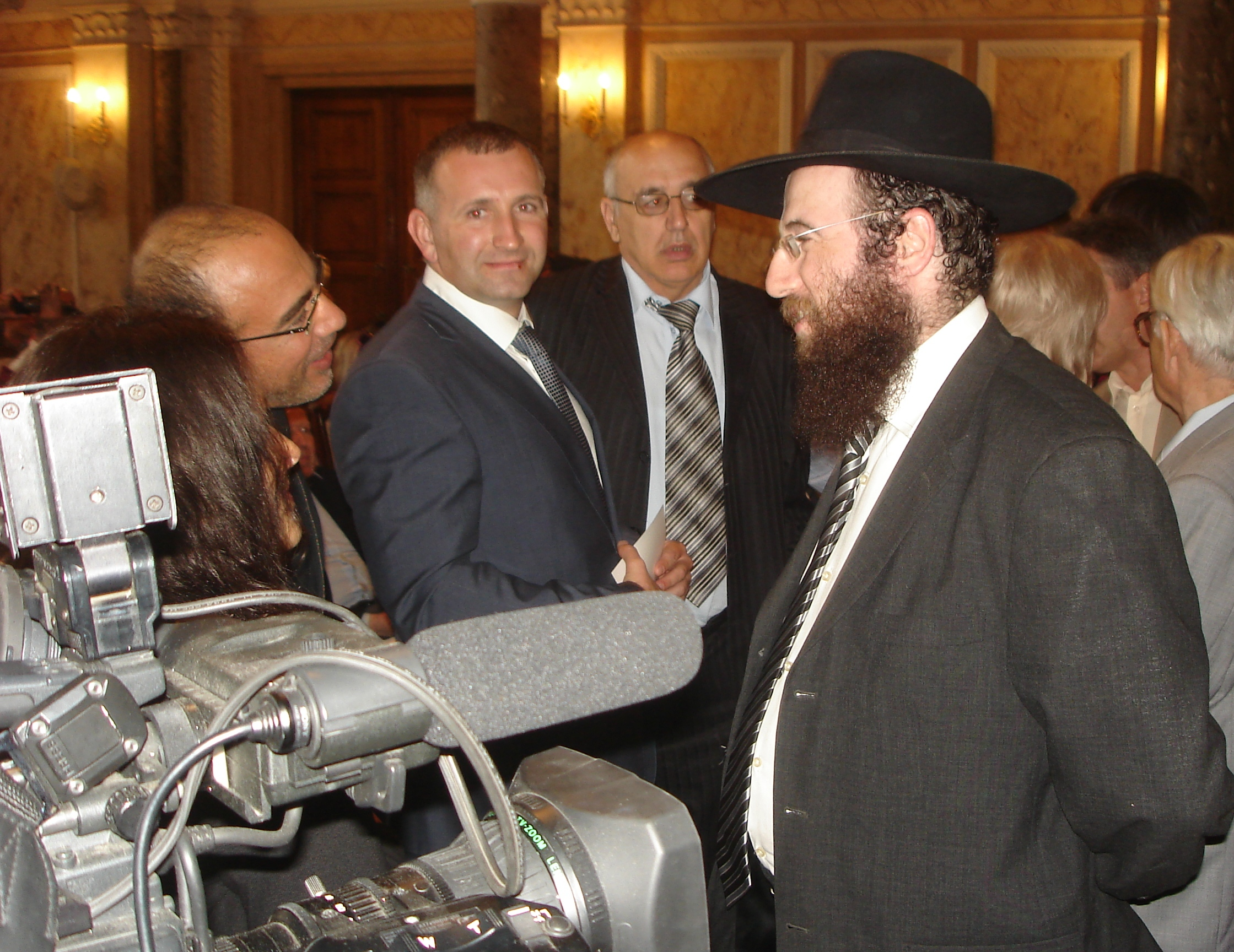
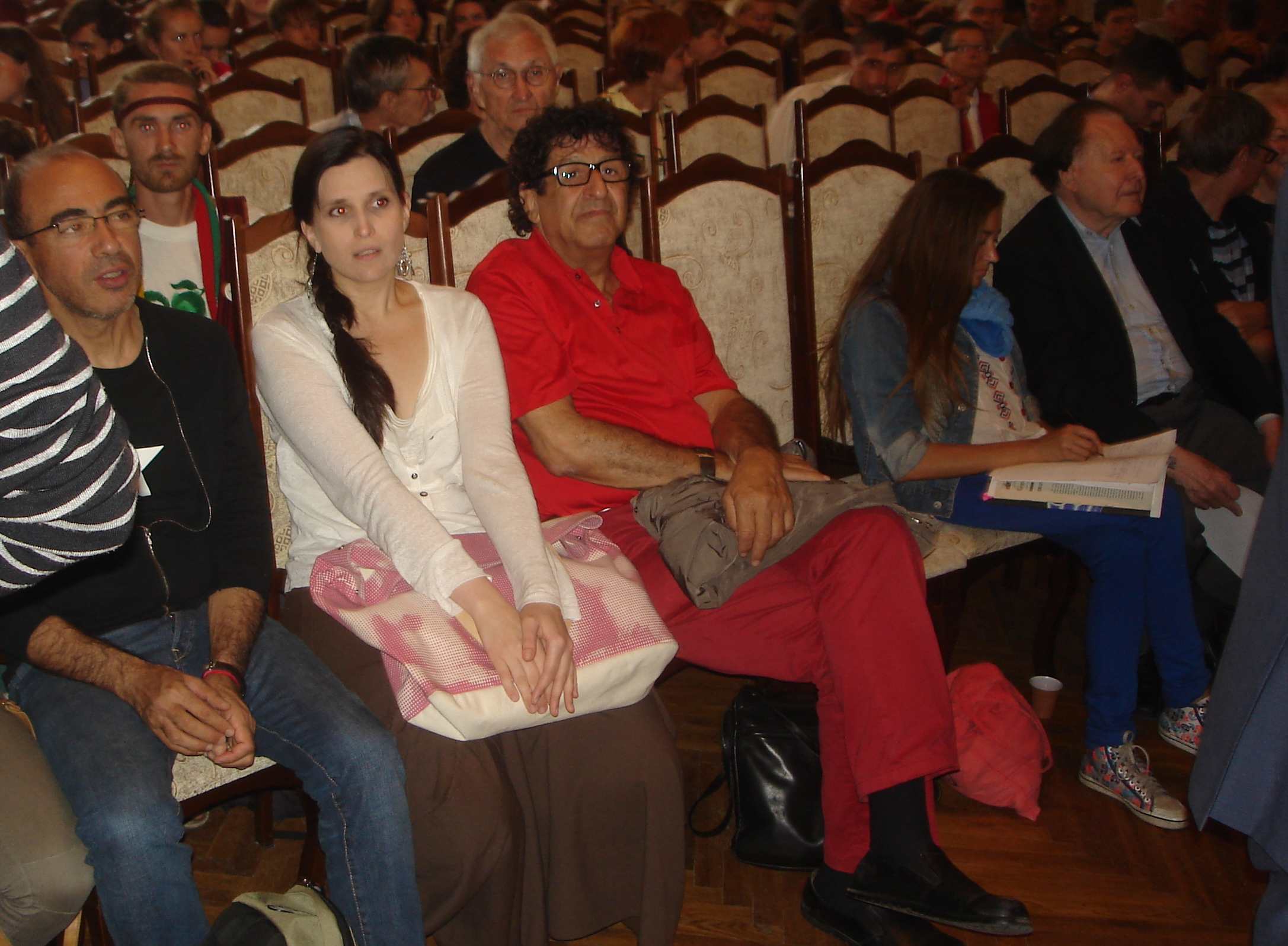
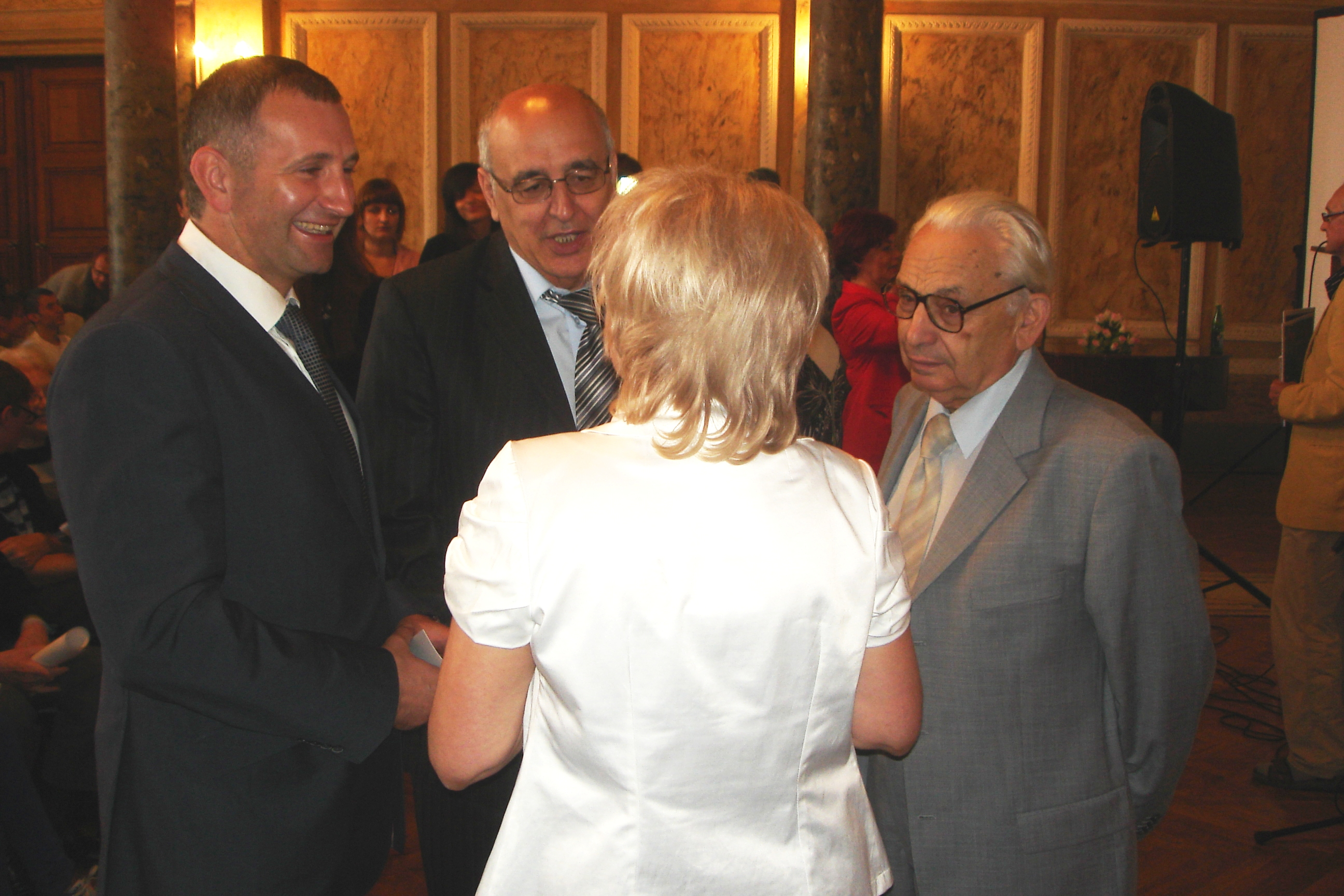
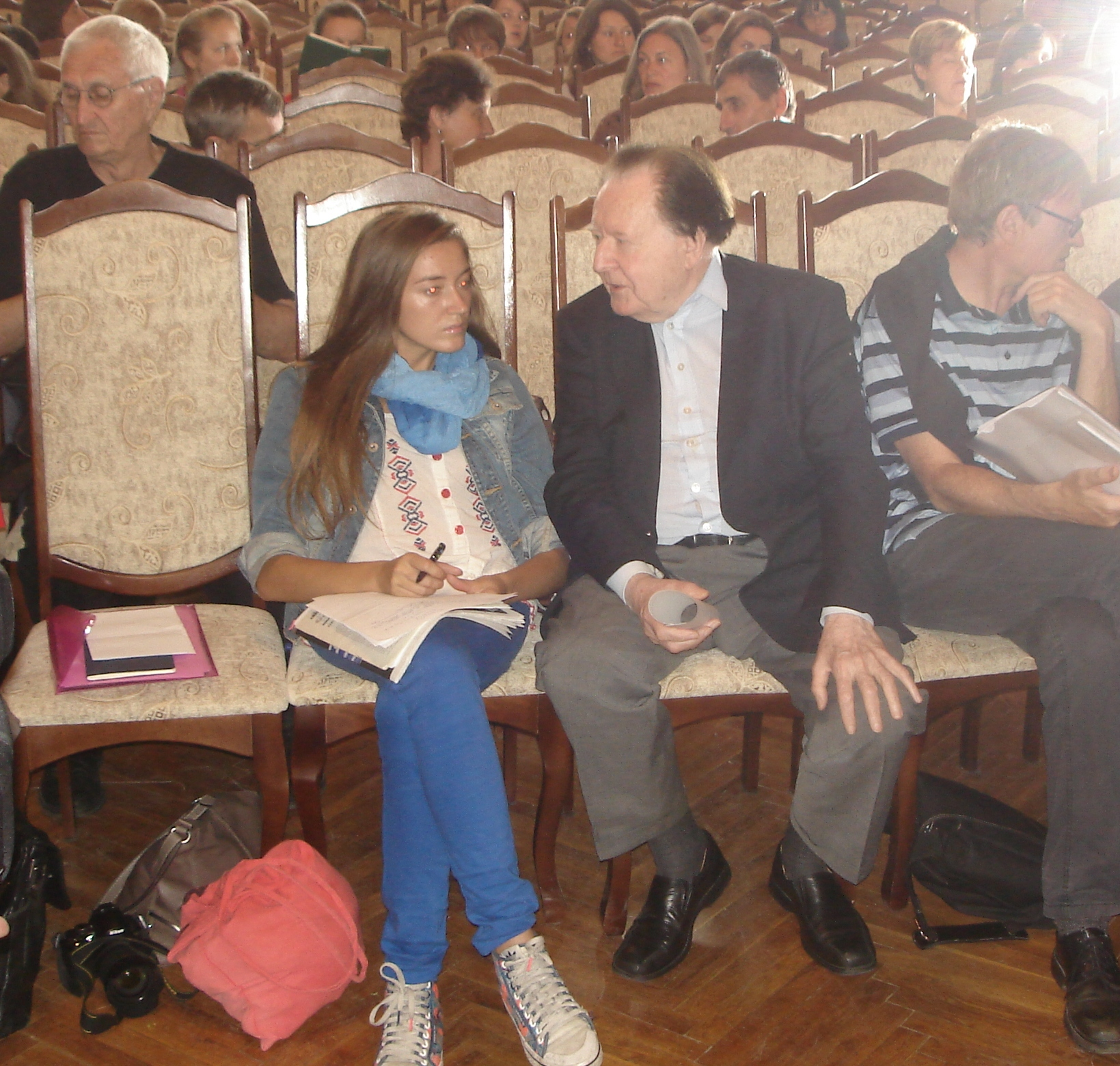

### 2012
ІІІ Міжнародний поетичний фестиваль MERIDIAN CZERNOWITZ [Архівовано 28 червня 2020 у Wayback Machine.] пройшов у Чернівцях з 6 по 9 вересня 2012 року.
Уперше в рамках фестивалю відбулося відкриття Міжнародної книжкової виставки за участю видавництв з України, Польщі, Австрії, Німеччини та Швейцарії.
Цього року MERIDIAN CZERNOWITZ відбувся у межах Подільсько-Буковинського туристичного кластеру і пройшов під гаслом «Один фестиваль — три міста: Кам'янець-Подільський, Хотин, Чернівці». Основною «сценою» залишалися Чернівці, а до Хотина і Кам'янця-Подільського з читаннями та перфоменсами завітали учасники фестивалю, журналісти, а також зацікавлена публіка з Чернівців.

### 2013
IV Міжнародний поетичний фестиваль MERIDIAN CZERNOWITZ [Архівовано 4 червня 2014 у Wayback Machine.] пройшов у Чернівцях з 6 по 8 вересня 2013 року. Він відбувся у рамках Поетичного турне Київ — Чернівці — Львів — Берлін — Бремен [Архівовано 3 жовтня 2014 у Wayback Machine.] (4–25 вересня).

### 2014
V Міжнародний поетичний фестиваль MERIDIAN CZERNOWITZ [Архівовано 28 червня 2020 у Wayback Machine.] відбувся у Чернівцях з 5 по 7 вересня 2014 року. Захід пройшов у рамках Поетичного туру Австрія — Україна — Польща — Чехія — Німеччина, який охопив Київ, Харків, Чернівці, Івано-Франківськ, Львів, а також міста Чехії, Німеччини та Австрії.
Зважаючи на війну, яка триває в Україні, тур мав на меті стати дискусійним майданчиком для відомих поетів, перекладачів і митців з Австрії, Швейцарії, Німеччини, Франції, Польщі, Данії, Ізраїлю та України, а також інтелектуалів, журналістів і публіки. Головне завдання проєкту — донесення важливих меседжів об'єднання, діалогу, примирення, загального європейського простору — культурного і ментального, формування цілісного українського суспільства — від сходу до заходу, від півдня до півночі України. Гасло поетичного туру: «Музи не мовчать».
Події проєкту відбулися у Києві (31.08-1.09.2014), Харкові у рамках Бієнале сучасного мистецтва Non Stop Media (2.09-3.09.2014), Чернівцях у рамках Міжнародного поетичного фестивалю MERIDIAN CZERNOWITZ (5.09-7.09.2014), Івано-Франківську (8.09-9.09.2014), Львові в рамках Львівського міжнародного літературного фестивалю та Форуму видавців (10.09-14.09.2014), після чого продовжилися у Чехії (Прага), Німеччині (Берлін, Мюнхен, Штутгарт, Кельн) та Австрії (Відень). У цих країнах відбулися концерти Сергія Жадана та музичного гурту «Собаки в космосі» з презентацією нового альбому та книжки-коміксу-CD «Бийся за неї».
Учасниками Поетичного туру стали більше 50-ти закордонних та українських митців, серед яких: Міхаель Крюгер, Естер Кінськи, Сільвія Гайст, Даніель Фальб (Німеччина); Франц Йозеф Чернін, Фрідріх Ахляйтнер, Евелін Шлаг, Генрік Санто (Австрія); Андреас Неезер, Драґіца Райчич (Швейцарія); Пйотр Зоммер (Польща); Філіпп Бек, Ерік Целан, Бетран Бадью (Франція); Нільсен (Данія) та українські автори: Юрій Андрухович, Сергій Жадан, Ігор Померанцев, Оксана Забужко, Тарас Прохасько, Юрій Іздрик, Петро Мідянка, Ірена Карпа, Катерина Бабкіна, Андрій Бондар, Андрій Любка, Дмитро Лазуткін, Людмила Херсонська, Христя Венгринюк, Олександр Бойченко, Марк Бєлорусець, Петро Рихло, Мідна, Люба Якимчук, Ната Коваль, Олеся Мамчич, Марк Лівін, Мирослав Лаюк, Оксана Гаджій, Вано Крюґер, Лесик Панасюк, Михайло Жаржайло, Заза Пауалішвілі, Світлана Лісовська та ін.
2015
VI Міжнародний поетичний фестиваль MERIDIAN CZERNOWITZ [Архівовано 12 березня 2017 у Wayback Machine.] пройшов у Чернівцях 3-6 вересня 2015 року. Він відбувся у рамках Поетичного туру Meridian Czernowitz-2015 Харків — Чернівці — Львів — Мец — Париж — Брюссель — Люксембург — Базель — Штанс — Ленцбург — Цюрих — Франкфурт-на-Майні (1 вересня — 16 жовтня 2015).
2016
VII Міжнародний поетичний фестиваль MERIDIAN CZERNOWITZ [Архівовано 25 лютого 2017 у Wayback Machine.] відбувся у Чернівцях 9-11 вересня 2016 року. Він відбувся у рамках Поетичного туру Meridian Czernowitz-2016 Україна-Німеччина Київ- Чернівці — Львів — Берлін — Франкфурт-на-Майні (6 вересня -23 жовтня 2016).

### 2020
XI Міжнародний поетичний фестиваль MERIDIAN CZERNOWITZ попри карантин все ж відбувся у Чернівцях, а програма події не втратила свій стандартний розмах. Проте, на жаль, захід був вимушений змінити формат проведення у зв’язку із карантинними обмеженнями, які посилили через зонування Чернівців до «червоної» зони небезпеки, та пройшов онлайн із низкою офлайнових автограф-сесій учасників.